# Liste des intercommunalités de la Haute-Saône

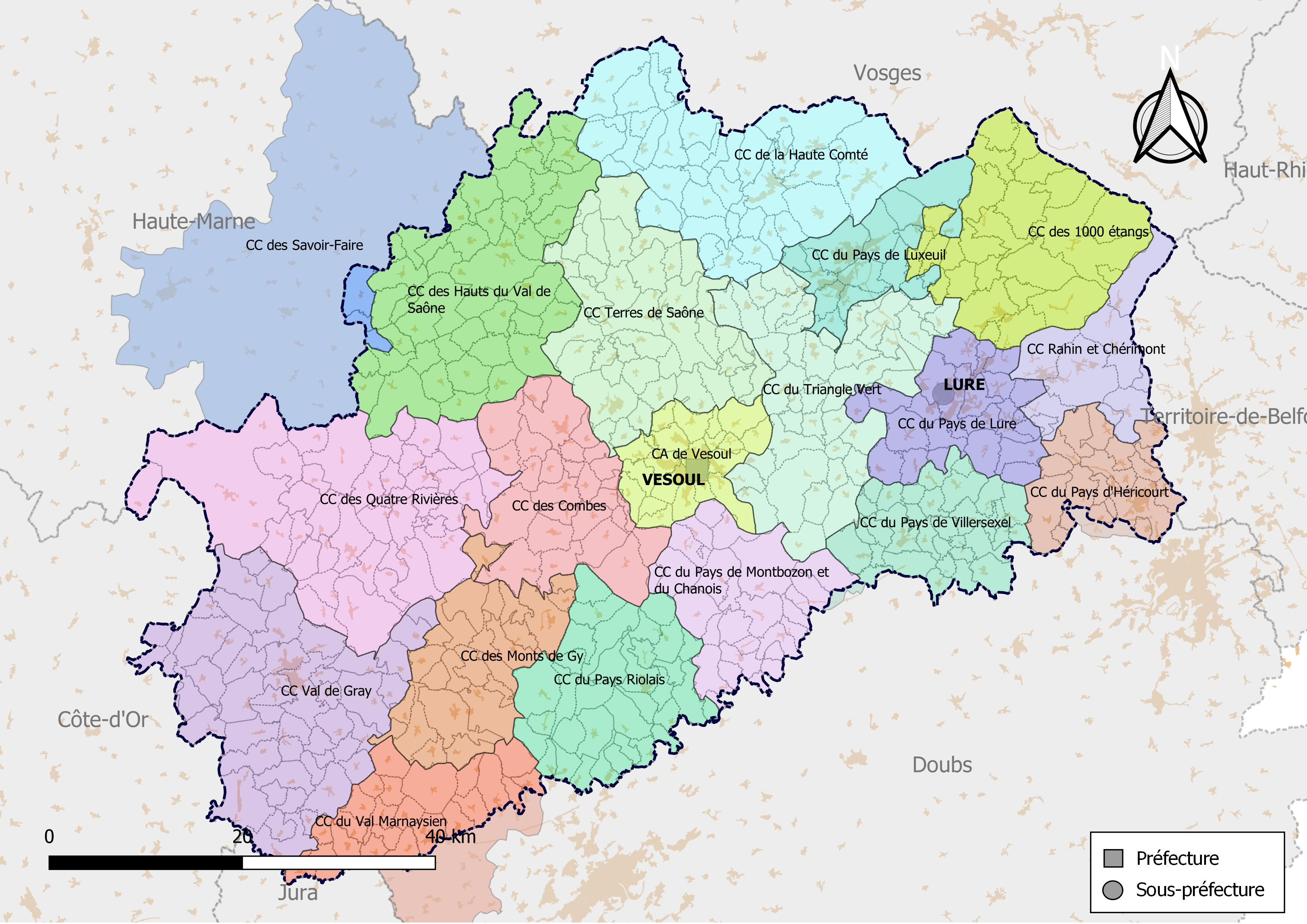
Carte des EPCI de la Haute-Saône au 1er janvier 2019.

Depuis le 1er janvier 2017, le département de la Haute-Saône compte 18 établissements publics de coopération intercommunale à fiscalité propre dont le siège est dans le département (1 communauté d'agglomération et 17 communautés de communes), dont 3 qui sont interdépartementaux.  Par ailleurs trois communes sont groupées dans une intercommunalité dont le siège est situé hors département.

## Intercommunalités à fiscalité propre
| Forme juridique                                           | Nom                                   | no SIREN  | Date de création | Nombre de communes      | Population (der. pop. légale) | Superficie (km2) | Densité (hab./km2) | Siège                         | Président          |
| --------------------------------------------------------- | ------------------------------------- | --------- | ---------------- | ----------------------- | ----------------------------- | ---------------- | ------------------ | ----------------------------- | ------------------ |
| Communauté d'agglomération                                | CA de Vesoul                          | 247000011 | 1er janvier 2012 | 20                      | 32 207 (2021)                 | 145,50           | 221                | Vesoul                        | Alain Chretien     |
| Communauté de communes                                    | CC du Pays d'Héricourt                | 247000722 | 14 novembre 2000 | 23 (dont 3 dans le 25)  | 20 931 (2021)                 | 163,60           | 128                | Héricourt                     | Fernand Burkhalter |
| Communauté de communes                                    | CC Val de Gray                        | 200036549 | 1er janvier 2013 | 48                      | 20 269 (2021)                 | 498,20           | 41                 | Gray                          | Alain Blinette     |
| Communauté de communes                                    | CC du Pays de Lure                    | 247000664 | 16 décembre 1998 | 23                      | 19 131 (2021)                 | 195,10           | 98                 | Lure                          | Isabelle Arnould   |
| Communauté de communes                                    | CC de la Haute Comté                  | 200041721 | 1er janvier 2014 | 37                      | 16 983 (2021)                 | 442,40           | 38                 | Corbenay                      | Anthony Marie      |
| Communauté de communes                                    | CC du Pays de Luxeuil                 | 247000755 | 15 novembre 2001 | 15                      | 14 869 (2021)                 | 152,70           | 97                 | Luxeuil-les-Bains             | Jacques Deshayes   |
| Communauté de communes                                    | CC du Val Marnaysien                  | 200041887 | 1er janvier 2014 | 45 (dont 21 dans le 25) | 14 536 (2021)                 | 301,90           | 48                 | Marnay                        | Thierry Decosterd  |
| Communauté de communes                                    | CC Terres de Saône                    | 200041879 | 1er janvier 2014 | 39                      | 13 156 (2021)                 | 379,20           | 35                 | Port-sur-Saône                | Jean-Paul Mariot   |
| Communauté de communes                                    | CC du Pays riolais                    | 247000706 | 29 décembre 1999 | 33                      | 13 215 (2021)                 | 292,10           | 45                 | Rioz                          | Nadine Wantz       |
| Communauté de communes                                    | CC Rahin et Chérimont                 | 247000821 | 20 décembre 2002 | 9                       | 11 703 (2021)                 | 152,80           | 77                 | Ronchamp                      | René Grosjean      |
| Communauté de communes                                    | CC du Triangle Vert                   | 200041861 | 1er janvier 2014 | 42                      | 11 000 (2021)                 | 370,40           | 30                 | Saulx                         | Raymond Bilquez    |
| Communauté de communes                                    | CC des Quatre Rivières (Haute-Saône)  | 247000623 | 31 décembre 1996 | 41                      | 9 452 (2021)                  | 561,50           | 17                 | Dampierre-sur-Salon           | Dimitri Doussot    |
| Communauté de communes                                    | CC des Hauts du Val de Saône          | 200036150 | 1er janvier 2013 | 48                      | 8 359 (2021)                  | 489,30           | 17                 | Jussey                        | Romain Molliard    |
| Communauté de communes                                    | CC des mille étangs                   | 247000854 | 1er janvier 2017 | 26                      | 8 566 (2021)                  | 354,60           | 24                 | Mélisey                       | Régis Pinot        |
| Communauté de communes                                    | CC du Pays de Villersexel             | 247000714 | 30 décembre 1999 | 34 (dont 2 dans le 25)  | 7 763 (2021)                  | 205,60           | 38                 | Villersexel                   | Daniel Clerc       |
| Communauté de communes                                    | CC des Combes                         | 247000367 | 31 décembre 1994 | 27                      | 7 542 (2021)                  | 283,60           | 27                 | Scey-sur-Saône-et-Saint-Albin | Carmen Friquet     |
| Communauté de communes                                    | CC du Pays de Montbozon et du Chanois | 200041853 | 1er janvier 2014 | 27                      | 6 629 (2021)                  | 237,60           | 28                 | Montbozon                     | Jean-Paul Pretot   |
| Communauté de communes                                    | CC des monts de Gy                    | 247000698 | 30 décembre 1999 | 24                      | 6 143 (2022)                  | 240,0            | 26                 | Gy                            | Nicole Milesi      |
| Intercommunalité dont le siège est situé hors département |                                       |           |                  |                         |                               |                  |                    |                               |                    |
| Communauté de communes                                    | CC des Savoir-Faire                   | 200070332 | 1er janvier 2017 | 63 (dont 3 dans le 70)  | 15 082 (2021)                 | 807,40           | 19                 | Fayl-Billot (52)              | Eric Darbot        |

## Anciennes intercommunalités
Un certain nombre d'intercommunalités ont été supprimées, notamment dans le cadre de la mise en œuvre des versions successives du schéma départemental de coopération intercommunale. Il s'agit notamment de :
2012
La communauté de communes de l'agglomération de Vesoul se transforme pour former la communauté d'agglomération de Vesoul.
2013
- Fusion de la communauté de communes du pays Vannier en Haute-Saône, et de la communauté de communes du pays d'Amance ainsi que de la communauté de communes du canton de Laferté-sur-Amance en Haute-Marne, pour former la communauté de communes Vannier Amance, située dans ces deux départements.
- Fusion de communauté de communes des vertes vallées, de la communauté de communes du Pays jusséen et de la communauté de communes des belles fontaines pour former la communauté de communes des Hauts du val de Saône.
- Fusion de la communauté de communes du pays de Gray avec la   communauté de communes du pays d'Autrey  pour former l'actuelle communauté de communes Val de Gray

2014
- Fusion de la communauté de communes de la vallée de l'Ognon en Haute-Saône et de la communauté de communes des Rives de l'Ognon du Doubs, pour former la communauté de communes du Val marnaysien[20] ;
- Fusion de la  communauté de communes des belles sources avec la communauté de communes du val de Semouse et la communauté de communes Saône et Coney pour créer la communauté de communes de la Haute Comté[21] ;
- Fusion de la communauté de communes du Pays de Montbozon et de la communauté de communes du Chanois pour former la communauté de communes du pays de Montbozon et du Chanois ;
- Fusion de la  communauté de communes du Pays de Saulx, de la communauté de communes des grands bois et de la Communauté de communes des Franches-Communes pour former la communauté de communes du Triangle Vert ;
- Fusion de la  communauté de communes Agir ensemble, de la communauté de communes de la Saône jolie et de la communauté de communes des six villages pour former la communauté de communes Terres de Saône[22]

2017
- La communauté de communes des mille étangs fusionne avec la communauté de communes de la Haute Vallée de l'Ognon, la nouvelle entité conserve le nom des mille étangs[23].
- Les communes de Raddon-et-Chapendu, Saint-Bresson et Sainte-Marie-en-Chanois rejoignent la communauté de communes du Pays de Luxeuil[23].
- La communauté de communes du val de Pesmes est dissoute.
- Les communes de Arsans, Broye-Aubigney-Montseugny, Chevigney, La Grande-Résie, La Résie-Saint-Martin, Lieucourt, Pesmes, Sauvigney-les-Pesmes, Vadans, Valay et Venère rejoignent la communauté de communes Val de Gray[23].
- Les autres communes de la communauté de communes du val de Pesmes rejoignent la communauté de communes du Val marnaysien.
- La commune de Belverne quitte la communauté de communes Rahin et Chérimont pour la communauté de communes du Pays d'Héricourt[23].